# L'Empereur du Nord
 (septembre 2021).
Si vous disposez d'ouvrages ou d'articles de référence ou si vous connaissez des sites web de qualité traitant du thème abordé ici, merci de compléter l'article en donnant les références utiles à sa vérifiabilité et en les liant à la section « Notes et références ».
Pour plus de détails, voir Fiche technique et Distribution.
L’Empereur du Nord (Emperor of The North Pole) est un film américain réalisé par Robert Aldrich, sorti en 1973. Le titre original se base sur une blague du milieu des vagabonds, qui disait que le meilleur vagabond du monde serait "Empereur du pôle Nord", manière de dire qu'il régnerait sur un désert.

## Synopsis
Octobre 1933, Oregon. La Grande Dépression est à son apogée aux États-Unis, plongeant des millions d’hommes et de femmes dans la misère la plus totale. Des vagabonds arpentent le pays à la recherche d’un emploi ou d’une simple soupe. Certains tentent de voyager illégalement et gratuitement à bord des trains, les « trimardeurs » (hobo en anglais). Le plus convoité est celui de la ligne 19, un train de marchandise. Mais la splendide locomotive est gardée par Shack, une brute sanguinaire et sadique, qui n’hésite pas à user d'une violence extrême pour expulser les « trimardeurs » qui osent monter sur sa machine, quitte à ce que cela leur soit fatal. Lui et son aide Cracker les traquent par tous les moyens, et leur férocité est célèbre auprès de la communauté des vagabonds.
Un jour, un trimardeur débutant et vantard, « Cigarette », suit un vieil habitué sur ce train: il est repéré par Shack et enfermé dans la bétaillère qui sert également de refuge à l'ancien. Face à la menace du bagne s'ils se livrent, et de l'écrasement par le bétail s'ils restent dans le wagon, l'ancien met le feu au foin, et peut ainsi briser les lattes et fuir. Son suiveur n'a pas cette chance, car il est fait prisonnier par les cheminots. Ceux-ci ne sont pas de grands admirateurs de Shack et de ses méthodes, et préfèrent parier qu'un vagabond, un jour, lui rendra la monnaie de sa pièce, devenant le « Roi du rail ». Cigarette leur fait croire que le feu était son idée, et les cheminots commencent à prendre des paris sur sa réussite, lors du départ du train le lendemain.
De son côté, l'ancien rejoint un de ses vieux compagnons, Smile. Celui-ci est ravi de revoir « Numéro 1 », et le félicite d'avoir voyagé aussi vite tout en possédant Shack. Il est ainsi « l'Empereur du Nord », et se hâte de prévenir les autres trimardeurs. L'un d'eux, chargé du balayage au dépôt, le prévient de la vantardise de Cigarette. Numéro 1 prend alors le risque de proclamer son départ aux yeux de tous, sur le réservoir : est écrit que Numéro 1 ira à Portland par le 19. Cigarette a alors quelques problèmes avec Shack, qui ne croit pas à son histoire ; d'après lui, seul N.1 est capable de le faire, mais il n'a pas encore eu l'occasion de le rencontrer. Il est près de faire passer un sale moment au novice, mais un cheminot prévenant du message de N.1 sauve la vie de Cigarette. Dans la confusion suscitée par l'annonce, ce dernier arrive à filer en douce.
Les cheminots avertis de l'annonce de N.1 préviennent toutes les gares de la ligne, qui participent à leur tour au pari : Shack est largement donné gagnant, même si beaucoup souhaiteraient sa défaite. Le jour du départ, le brouillard et l'aide des autres trimardeurs pour crocheter le cadenas d'un aiguillage permettent à N.1 de préparer une petite surprise au départ. De son côté, Shack décide malgré le temps et l'âge de la locomotive de rouler à une vitesse très élevée, même dans la gare de triage, afin de s'assurer que personne ne puisse monter à la volée. Mais la ruse de N.1 est efficace : dévié sur une voie de garage, le train est obligé de stopper net, sous les lazzis des trimardeurs. C'est après avoir dégagé le train que Cracker repère N.1 se glissant dans le train, ce dernier arrivant à décrocher la locomotive de ses wagons malgré les coups de chaine de Shack. Celui-ci n'est plus obsédé que par une chose : le rapide postal doit traverser la gare de jonction, et il est sur sa route, immobilisé dans le sens inverse ; occupé à relancer la locomotive le plus vite possible, et prévenu de l'approche du rapide par sa sirène, il est obligé de délaisser N.1 qui se glisse tranquillement dans un chargement de tuyaux. La collision est évitée de justesse, et le train peut reprendre son trajet normal.
Après quelques heures de route, N.1 se rend compte que le tuyau en face de lui renferme un autre trimardeur : Cigarette, qui sur sa demande lui apporte de quoi soigner ses blessures. Le train s'arrête quelque temps après sur un pont, pour permettre à Shack et à son aide de fouiller tranquillement wagon par wagon, Cracker ayant vu tomber le chapeau de Cigarette. Celui-ci de son côté se glisse sous le pont, et prend de l'avance sur les rails. Il finit par retrouver N.1, qui a suivi le même chemin que lui un peu plus tôt, et qui s'est installé en attendant dans un dépôt d'ordures. Cigarette veut le corriger pour l'avoir laissé tomber, mais N.1 refuse le combat et lui conseille d'abandonner le trimard. Cigarette est décidé à faire parler de lui, quitte à risquer sa vie, mais N.1 ne veut pas s'associer et lui interdit de remonter sur le 19.
Ils arrivent tous deux à remonter sur le train, sous un wagon, sans toutefois tromper la vigilance de Shack, qui leur envoie une clavette d'attelage en acier au bout d'un filin. N.1 a pris de quoi se protéger, mais pas Cigarette, qui reçoit de nombreux coups, jusqu'à ce que N.1 bloque la clavette et l'attache définitivement au wagon. Il fait ensuite sortir Cigarette de sous le wagon, mais est éjecté lui-même à cause d'une poignée sabotée. Cigarette le rejoint illico, atteint à la tête par le marteau de Shack. Ils repartent à pied et rejoignent un autre dépôt d'ordures. N.1 y prélève de nombreux seaux, et Cigarette l'imite instinctivement ; puis ils attendent le passage d'un train de voyageurs. Les seaux contiennent de la graisse qui, étalée, va réduire la friction des roues sur les rails, et leur permettre de faire stopper le train, et de s'embarquer sans problème.
Malgré la pluie et le manque de sommeil, Cigarette supporte tant bien que mal le trajet jusqu'à Salem ; N.1, avec son expérience, a de son côté plusieurs cordes à son arc qui lui facilitent ce passage. Arrivés à la gare suivante, ils retrouvent le 19, et rejoignent un camp de trimardeurs, poursuivis par un officier de police qui les a vus voler une dinde. L'officier est tourné en ridicule par N.1, le policier entouré de trimardeurs hostiles ne pouvant pas se sauver. N.1 en profite pour faire la leçon à Cigarette, lui promettant de le former pour qu'il devienne un bon trimardeur. Les deux trimardeurs trouvent des vêtements neufs, subtilisant les habits d'une congrégation baptisant ses fidèles dans la rivière. Puis N.1 laisse un petit message sur le château d'eau de la gare, message bien en vue pour que tous, y compris Shack, ne puissent le manquer.
Une fois sous les wagons, les deux compères sont atteints par la clavette d'attelage. Cette fois-ci, c'est N.1 qui reçoit les coups, mais Cigarette ne fait aucun geste pour aider son camarade, obligeant l'ancien à arrêter brutalement le train, blessant ou contusionnant tous ses occupants. Le mécanicien est fortement brûlé, et Cracker est tué. Cigarette a quelques bleus, mais N.1 a une hémorragie interne au tibia, et le poignet durement blessé. Le jeune se moque à son tour de l'ancien, le considérant comme fini. Shack fait repartir la locomotive, et Cigarette remonte à bord, mais Shack est sur lui, et s'apprête à le tuer ; N.1 intervient, et la lutte décisive s'engage. N.1 arrive à balancer Shack hors du train, après l'avoir blessé grièvement, mais celui-ci s'en sort vivant. Cigarette félicite son compagnon, lui vantant les futurs mérites de leur association... jusqu'à ce que Numéro 1 l'envoie également par-dessus bord, le jugeant indigne du Train.

## Fiche technique
- Titre : L'Empereur Du Nord
- Titre original : Emperor Of The North Pole
- Réalisation : Robert Aldrich
- Scénario : Christopher Knopf, d’après Jack London (non crédité)
- Production : Stanley Hough et Kenneth Hyman
- Société de production : 20th Century Fox
- Musique : Frank De Vol
- Photographie : Joseph Biroc
- Montage : Michael Luciano
- Décors : Raphael Bretton
- Costumes : Jack Martin Smith
- Pays de production : États-Unis
- Langue : anglais
- Format : Couleurs – 1,85 - Mono - 35 mm
- Genre : Aventure
- Durée : 118 minutes
- Date de sortie : 1973

## Distribution
- Lee Marvin (VF : André Valmy) : A no 1
- Ernest Borgnine (VF : Henry Djanik) : Shack
- Keith Carradine : Cigaret (Cigarette en VF)
- Charles Tyner : Cracker
- Malcolm Atterbury : Hogger
- Elisha Cook Jr. : Gray Cat
- Vic Tayback : Yardman
- Robert Foulk : le conducteur
- Sid Haig : Grease Tail
- Matt Clark (VF : Gerard Hernandez) : Yardlet Le Graisseur
- Simon Oakland : l'officier de police
- Liam Dunn : Smile
- Hal Baylor : l'assistant de Yardman
- Lance Henriksen : un ouvrier ferroviaire (non crédité)

## Autour du film
- Le film est inspiré d’un roman de Leon Ray Livingston, From Coast to coast with Jack London, qu'il écrit sous le pseudonyme de "A-No.-1". London tirera de cet épisode de sa vie le roman The Road, son sobriquet de cette époque étant « Cigarette ».
- Il fut tourné dans la région de Cottage Grove, dans l’Oregon, sur la même ligne ferroviaire où Buster Keaton et Clyde Bruckman tournèrent en 1927 Le Mécano de la « General ». Cette fameuse ligne sera démontée en 1987.
- Le projet était destiné à Sam Peckinpah avant de revenir à Robert Aldrich.
- Le film sortit sous le titre Emperor of the North Pole (l'Empereur du Pôle Nord) mais fut changé en cours d’exploitation par un titre qui prêtait moins à confusion.
- Ce film marque la quatrième collaboration entre Lee Marvin et Ernest Borgnine après Un homme est passé de John Sturges en 1955, Les Inconnus dans la ville de Richard Fleischer en 1955 et Les Douze Salopards de Robert Aldrich en 1966. Les deux acteurs se retrouveront une dernière fois en 1985 dans un téléfilm de Andrew V. McLaglen : The Dirty Dozen, Next Mission.